# Kira☆kira
kira☆kira（キラ☆キラ）は日本のアダルトビデオメーカー。

## 概要
WILLグループの内部メーカーである。「No.1ギャルメーカー」のキャッチコピーどおり、ギャル専門といっても過言ではないほどに特化している。出演女優はモデル自身のイメージ（清純派等）に関わらず、出演時に必ずギャル化（白または黒等）しているのも特徴である。
グループ内他メーカーやイラストレーターとのコラボ作もリリースしている。
- kira☆kira BLACK GAL SPECIAL 黒淫乱☆イグイグ大乱交 きもち良すぎて白目をむくの。（2011年4月、乱丸）
- kira☆kira BLACK GALたべ・こ-じ×kira☆kira〜CHARISMA SHOP GALS 〜（2011年6月、たべ・こーじ）
- kira☆kira×E-BODY×kawaii*3メーカー連動コラボ作品第2弾!キラカワ☆E学園HIGH SCHOOL GALS SPECIAL 壮絶中出し大乱交（2012年7 - 10月、第1弾はE-BODY・第3弾はkawaii*・最終章はRookieから）
- kira★kira×E-BODY×kawaii*×Madonna×ATTACKERS 5メーカーコラボ作品第2弾!秘湯 淫華温泉黒ギャル軍団ハメ狂い中出し超絶大乱交（2013年10 - 2014年2月、第1弾はE-BODY・第3弾はkawaii*・第4弾はMadonna・第5弾はATTACKERS・第6弾はRookieから）
- 美×kira★kira BLACK GAL SPECIAL COLLABORATION日焼け黒ギャル青姦露出-完璧なカラダを魅せつける中出し極上痴女-（2013年11月）
- kira★kira7周年×美5周年スペシャルコラボ企画-黒ギャル学園HIGH SCHOOL BLACK GALS SPECIAL 中出し猛烈大乱交4時間スペシャル-（2014年1月、美から同月）
- kira★kira×D☆Collectionコラボ作品過激に男を犯ス黒ギャル青姦強制中出し★BLACK GAL BEACH（2014年2月、D☆Collectionから同月2作）
- kira★kira×D☆Collectionコラボ作品 黒ギャル逆ナンパ強制中出し野外FUCK★BLACK GAL BEACH（2014年3月、D☆Collectionから同月1作）
- kira★kira×D★Collectionコラボ作品生姦中出しW青姦逆レイプ★BLACK GAL BEACH（2014年6月）
- kira☆kira×RANMARU SPECIAL 淫乱GAL☆TRANS SEX（2014年6月、乱丸）
- kira★kira8周年×美6周年スペシャルコラボ企画-白衣の大量ナマ中出しギャルナース研修生孕ませ病棟24時- 4時間スペシャル（2014年12月、美から同月1作）

## 主なレーベル
- kira☆kira（2007年1月 - ）
- kira☆kira BLACK GAL（2009年10年 - ） - 黒ギャル専門

## 主なシリーズ
- BLACK GAL(2011年-2015年)
- CHARISMA☆MODEL(2007年-2015年)
- 巨乳乱交（2007年10年 - 2013年12月）
- 集団乱交（2007年9年 - 2014年3月）
- NEW☆MODEL（デビュー）（2007年1年 - 2009年2月）

## 主な出演女優
☆はAV30のギャル☆JAPANに選出された人、太字は10作以上出演、*は専属継続中、引退は引退作をkira☆kiraからリリース。
2007年
- 成瀬貴美（1月専属AVデビュー - 3月、3作）
- 高瀬七海（1月専属AVデビュー - 4月、4作）
- 春名えみ（1月 - 2008年11月、6作、引退）
- 常盤りん（2月専属AVデビュー - 4月、3作）
- 美澄れな（2月専属AVデビュー - 4月、3作）
- 澄川ロア（3月専属AVデビュー - 2013年9月、10作）
- 香椎杏子（4月専属AVデビュー - 9月、6作）
- 稲森あずみ（4月専属AVデビュー - 6月、3作）
- 朝日なな（5月専属AVデビュー - 7月、3作）
- 雨音しおん（5月専属AVデビュー - 2008年7月、5作）
- 南條あみ（6月専属AVデビュー - 7月、2作）
- 真田春香（7月セルデビュー - 2011年4月、9作、引退）
- 浜崎りお（10月 - 2012年3月、10作）
- 愛菜りな（12月 - 2010年7月、11作）☆

2008年
- 友亜リノ（6月専属AVデビュー - 2009年2月、5作）
- 美空あやか（11月改名デビュー - 2009年3月、4作）
- 椎名ルイ（12月専属AVデビュー - 2009年5月、4作）

2009年
- 桜庭ハル（8月改名デビュー - 2011年6月、9作）
- MOKA（11月 - 2011年1月、10作）→ERIKA（2009年10月 - 2016年9月、11作、計21作）☆
- 泉麻那（11月 - 2012年12月、16作、引退）☆
- RUMIKA（12月 - 2012年3月、13作）☆

2010年
- 桜りお（3月 - 2013年5月、10作、引退）
- 武藤クレア（5月 - 2011年5月、10作）

2011年
- 橘なお（2月 - 2014年5月、14作、引退）
- 彩音心愛（5月専属AVデビュー - 7月、3作）
- AIKA（7月 - 2017年1月、29作）
- 桐生さくら（11月 - 2012年9月、2作、引退）
- 亜華羽（12月専属AVデビュー - 2012年3月、4作）

2012年
- さくら悠（9月専属 - 2013年10月、9作）

2013年
- 桜井あゆ（5月 - 2015年2月、10作）
- ほしあすか（6月専属AVデビュー - 2014年1月、8作）
- LINA（7月専属AVデビュー、1作）
- 北乃ちか（8月専属AVデビュー - 2014年1月、6作）
- あいかりん（9月専属 - 12月、4作）
- 紅音レイラ（11月専属AVデビュー - 2014年3月、3作）
- 滝本アリサ（12月専属AVデビュー - 2014年5月、6作）
- 涼風ことの（12月専属AVデビュー - 2014年12月、5作）

2014年
- 小泉るい（7月専属AVデビュー、1作）
- 上城りおな（1月専属AVデビュー - 2015年10月、5作）
- 長谷川リホ（2月専属 - 2015年6月、5作）
- 水谷心音（3月専属 - 12月、10作）
- 松本メイ（5月専属 - 12月、6作）
- 咲田ありな（5月専属 - 7月、3作）
- 山川青空（6月専属 - 9月、4作）
- 川村まや（6月専属 - 2015年3月、5作）
- 渋谷ありす（7月専属 - 11月、5作）
- 蒼山ミイナ（8月専属AVデビュー、1作）
- 真野ゆりあ（8月 - 2015年9月、4作、引退）
- 咲莉のあ（9月専属AVデビュー - 2015年1月、2作）
- May（10月専属 - 2015年3月、6作）
- EMIRI（11月専属 - 2016年1月、12作）
- MOMOKA（12月専属 - 2015年7月、3作）

2015年
- 雛森みこ（6月専属 - 10月、5作）
- 有村リア（7月専属AVデビュー - 11月、5作）
- 霧嶋りお（8月専属AVデビュー - 11月、4作）

2016年
- SERA（2月専属AVデビュー - 3月、2作）
- 千夏まりな（7月専属AVデビュー - 11月、4作）

## kira☆kira賞
MOODYZ忘年会にて、kira☆kira賞の受賞者。
- 2015年 丘咲エミリ(EMIRI)
- 2018年 桜アン
- 2019年 今井夏帆
- 2023年 藤森里穂
- 2024年 黒咲華